# أدريانو تشيلنتانو
أدريانو تشيلنتانو (Adriano Celentano)(ميلانو، 6 يناير 1938) هو مغني وممثل وملحن ومنتج ومخرج وكاتب سيناريو ومخرج وموسيقي ومذيع ومقدم تلفزيون إيطالي.
بفضل مسيرته لأكثر من خمسين عاماً ونجاحاته الكبيرة يعتبر أحد أعمدة الموسيقى الإيطالية، وبفضل أسلوبه بنيت حوله شخصية أقل ما يقال عنها أنها فريدة من نوعها في المشهد التلفزيوني الإيطالي، فأصبح رمزاً وأيقونة للمجتمع الإيطالي ما بعد الحرب العالمية الثانية. يـُعد أحد أوائل الموسيقيين الإيطاليين الذين أدركوا أن شيئاً ما كان يتغير في عالم الموسيقى. كانت السنوات التي ساد فيها الأثير الإذاعي الأمريكي إثر الحرب، فوصل فيها نوع موسيقي جديد، جامحة وذات صدى واسع خصوصاً لشباب ذلك الزمن : وقد فهم تشيلنتانو أن هذه هي موسيقاه.
كثيراً ما لحن أغانيه (أحياناً شارك في تأليف الموسيقى والنصوص، وإن ترك التوقيع لآخرين).

## أعماله
- كونفيسا (أغنية)

## روابط خارجية
- أدريانو تشيلنتانو على موقع IMDb (الإنجليزية)
- أدريانو تشيلنتانو على موقع مونزينجر (الألمانية)
- أدريانو تشيلنتانو على موقع ألو سيني (الفرنسية)
- أدريانو تشيلنتانو على موقع ميوزك برينز (الإنجليزية)
- أدريانو تشيلنتانو على موقع أول موفي (الإنجليزية)
- أدريانو تشيلنتانو على موقع قاعدة بيانات الأفلام السويدية (السويدية)
- أدريانو تشيلنتانو على موقع إن إن دي بي (الإنجليزية)
- أدريانو تشيلنتانو على موقع أول ميوزيك (الإنجليزية)
- أدريانو تشيلنتانو على موقع ديسكوغز (الإنجليزية)
- أدريانو تشيلنتانو على موقع قاعدة بيانات الفيلم (الإنجليزية)